# Figlie di Sant'Anna (Calcutta)
Le Figlie di Sant'Anna (in inglese Daughters of Saint Anne; sigla D.S.A.) sono un istituto religioso femminile di diritto pontificio.

## Storia
La congregazione fu fondata a Calcutta come ramo dell'Istituto della Beata Vergine Maria, costituita esclusivamente da religiose bengalesi che vestivano, come abito religioso, un sari azzurro in inverno e un sari bianco in estate.
Le Figlie di Sant'Anna aprirono la St. Mary's middle school, per alunne bengalesi: madre Teresa, all'epoca suora dell'Istituto della Beata Vergine Maria, fu insegnante nella scuola.

## Attività e diffusione
Le suore si dedicano all'istruzione e all'educazione cristiana della gioventù e all'assistenza a orfani e malati.
La sede generalizia è a Calcutta.
Alla fine del 2015 l'istituto contava 230 religiose in 48 case.